# Gento
Gento je bil četrti in najmlajši sin kralja Gajserika, ustanovitelja afriškega Vandalskega kraljestva, in oče vandalskih kraljev Guntamunda in Trasamunda, * ni znano, † 477. 
Po Prokopiju so Vandali v bitki pri rtu Bon med vandalsko vojno (461–468) zavzeli rimsko ladjo. Rimski general Ivan je skočil z ladje v smrt kljub temu, da mu je Gento obljubil varnost. Gento je umrl v bitki leta 477. 
Guntamund je bil drugi Gentov sin in tretji kralj Vandalskega kraljestva. Vladal je od leta 484 do 496. Ker je bila večina ožje Gajserikove družine mrtva, Guntamundov starejši brat pa umorjen, je bil po vandalskem dednem pravu on naslednik svojega nepriljubljenega strica Hunerika in bil že zaradi tega precej priljubljen.  
Trasamund je bil četrti kralj kralj Vandalov in Alanov in vladal od leta 496 do 523. Vladal je 27 let in bil zato za Gajserikom drugi najdlje vladajoči kralj Vandalskega kraljestva. 

## Vir
- Hermann Schreiber. Die Vandalen, Bern, München 1979, str. 158, 231–232, 237–238.